# دم‌چلچله‌ایان موس
دم‌چلچله‌ایان موس (نام علمی: Urania) نام یک سرده از خانواده شاپرکان دم‌چلچله‌ای است.